# Двоюрідний онук
Двоюрідний онук — термін генеалогії, що визначає ступінь родинного зв'язку між людиною та сином його (тобто, людини) небожа або небоги. 
У протилежному значені вживаються терміни двоюрідний дід або двоюрідна баба, залежно від статі.
Термін «двоюрідний онук» застосовується тільки до осіб чоловічого роду. Якщо особа жіночого роду, використовують термін — «двоюрідна онука (онучка)».